# Коколо (плес)
Коколо је традиција плесне драме која се практикује у Доминиканској републици. УНЕСКО га је 2008. године уписао на Репрезентативну листу нематеријалног културног наслеђа човечанства, иако је првобитно проглашење уследило 2005.
Традиција се развила међу потомцима британских карипских робова са плантажама шећера, званих и Коколо. Представе обједињују „музичке и плесне жанрове афричког порекла“ са „заплетима, легендама и ликовима изведеним из библијске и средњовековне европске књижевности“. У прошлости су трупе Коколо наступале на „Божић, на дан Светог Петра и на карневалским активностима“. Сада је остала само једна остарела трупа.